# Олме
Олме (фр. Haulmé) је насељено место у Француској у региону Шампањ-Арден, у департману Ардени.
По подацима из 2011. године у општини је живело 118 становника, а густина насељености је износила 32,51 становника/km².

## Демографија
| 1962. | 1968. | 1975. | 1982. | 1990. | 2011. |
| ----- | ----- | ----- | ----- | ----- | ----- |
| 120   | 115   | 108   | 93    | 86    | 118   |